# Oratorio di San Francesco Saverio
Oratorio di San Francesco Saverio, conhecida também como San Francesco Saverio del Caravita, é um oratório de Roma, Itália, localizada no rione Pigna, na via del Caravita. É dedicado ao grande apóstolo dos índios, São Francisco Xavier, que ficava em Sant'Ignazio di Loyola in Campo Marzio, e construído praticamente no mesmo lugar onde ficava a antiga igreja de Sant'Antonio de Forbitoribus. É geralmente chamado de Oratorio del Caravita, uma referência ao nome de seu fundador, o jesuíta Piero Caravita (1631).
O oratório tem uma nave única precedida por um átrio. Estão conservadas no local obras de Lazzaro Baldi, Sebastiano Conca e fragmentos de afrescos de Baldassarre Peruzzi.
É uma igreja subsidiária da paróquia de Santa Maria in Aquiro.

## Galeria

Imagens da igreja
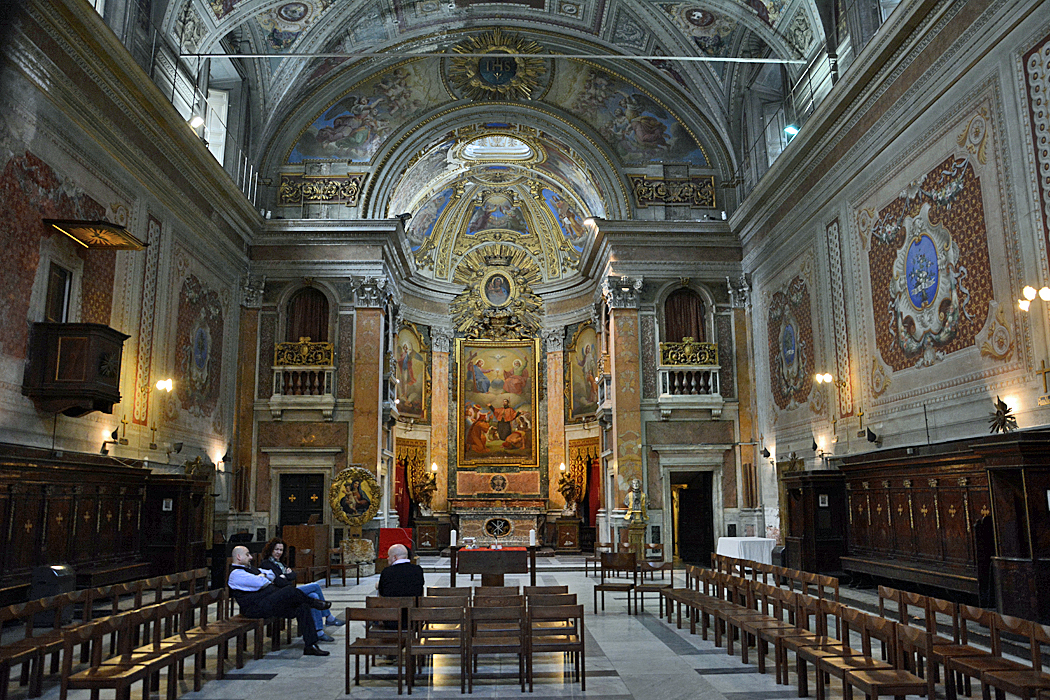
Interior.
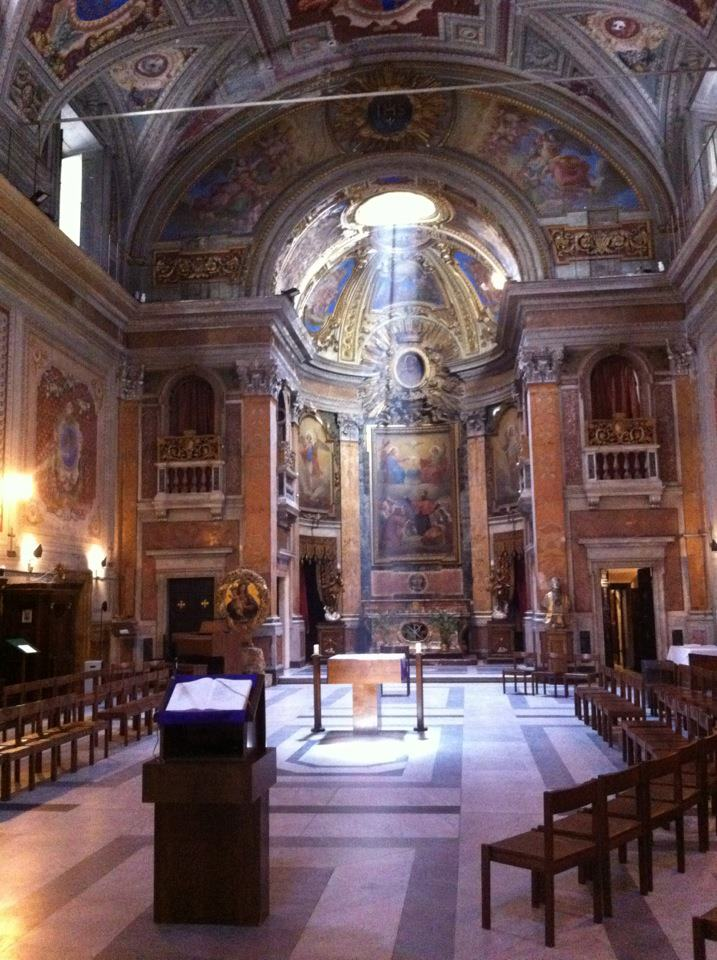
Jogo de luz no presbitério.
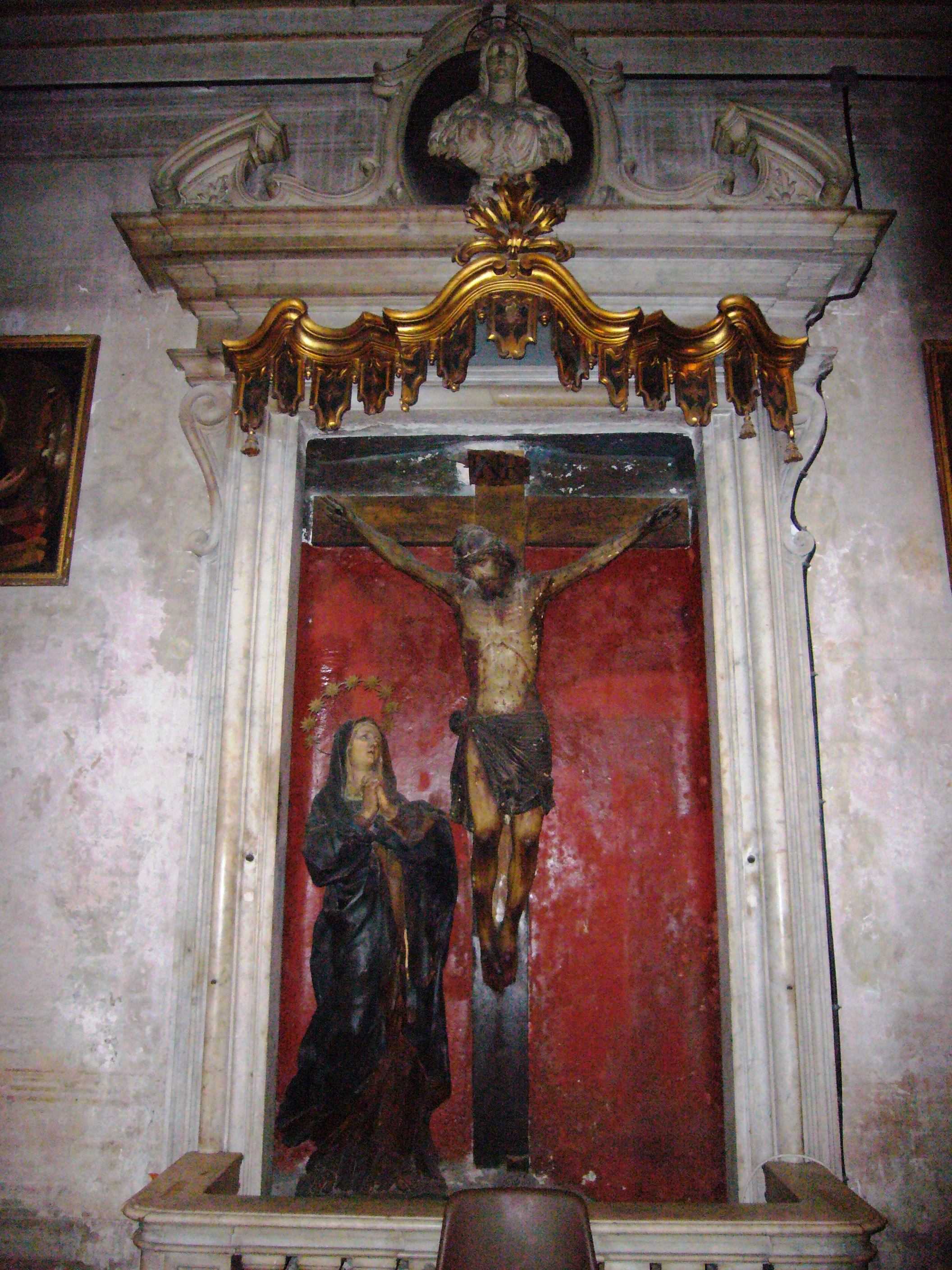
Crucifixo.
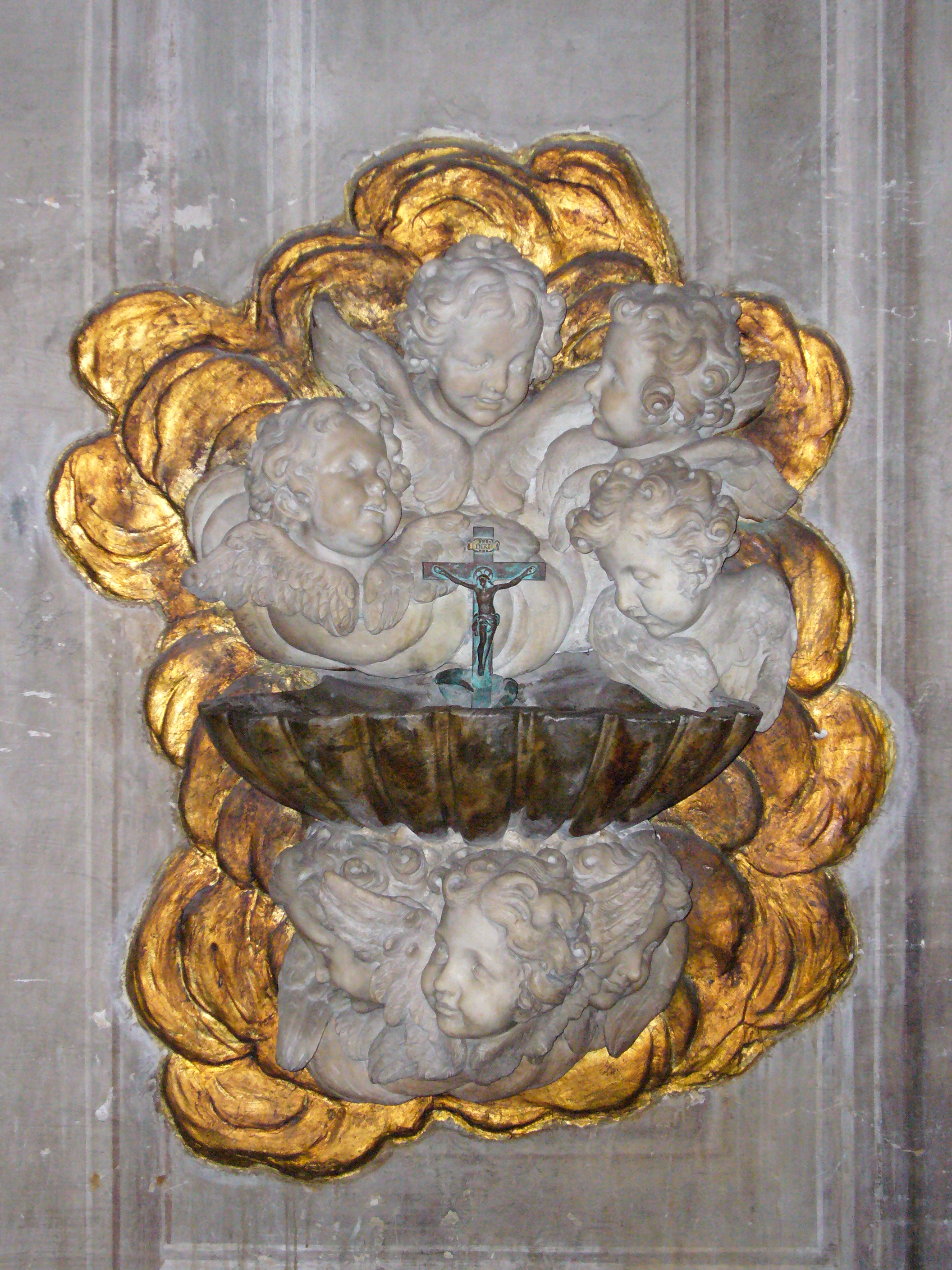
Pia de água benta.